# Strada statale 560 di Marcatobianco
La strada statale 560 di Marcatobianco (SS 560) è una strada statale italiana che si sviluppa tra la Provincia di Caltanissetta e la Provincia di Enna.

## Percorso
La strada ha origine all'interno del comune di Caltanissetta, nei pressi di Ponte Capodarso, struttura che permette alla Strada statale 122 Agrigentina di superare il fiume Imera meridionale o Salso: con l'innesto su questa arteria, e in corrispondenza anche dello svincolo di Ponte Capodarso della strada statale 626 della Valle del Salso, la strada ha inizio proseguendo poi in direzione sud dove raggiunge la località di Marcato Bianco (da cui deriva il nome) e dove infine si innesta, dopo poco più di 10 km, sulla strada statale 191 di Pietraperzia, a pochi km dall'omonimo centro abitato. La strada costituisce parte del vecchio collegamento tra Caltanissetta e Gela, sostituendo la SS 191 di Pietraperzia nella tratta tra Caltanissetta e il bivio Luogo, evitando pertanto l'attraversamento del centro urbano di Pietraperzia.

### Tabella percorso
| di Marcatobianco |                                   |      |           |
| Tipo             | Indicazione                       | ↓km↓ | Provincia |
|                  | Agrigentina della Valle del Salso | 0,0  | EN        |
|                  | per Pietraperzia                  | 8,7  | EN        |
|                  | Bivio Luogo di Pietraperzia       | 10,1 | EN        |